# Le Dernier des Mohicans (film, 1920)
Pour les articles homonymes, voir Le Dernier des Mohicans (homonymie).
Pour plus de détails, voir Fiche technique et Distribution.
Le Dernier des Mohicans (The Last of the Mohicans) est un film muet américain réalisé par Clarence Brown et Maurice Tourneur, sorti en 1920.
Le scénario du film diffère légèrement du roman de James Fenimore Cooper dont il est inspiré.

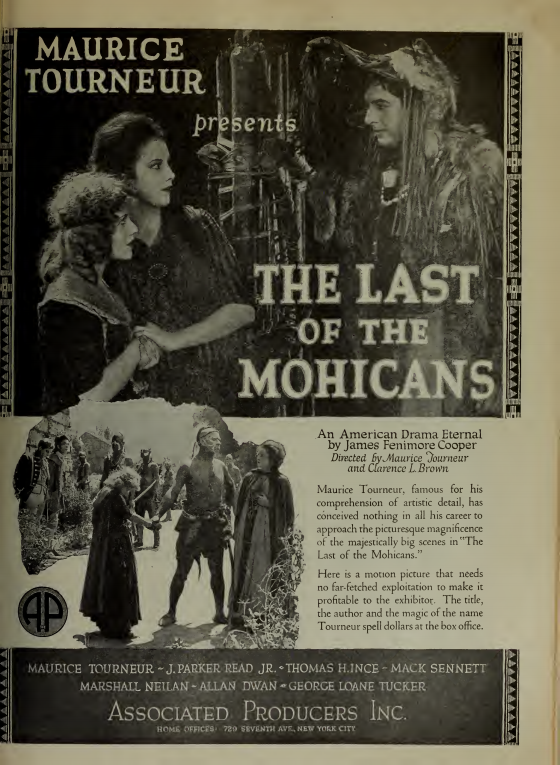
Publicité parue dans Film Daily

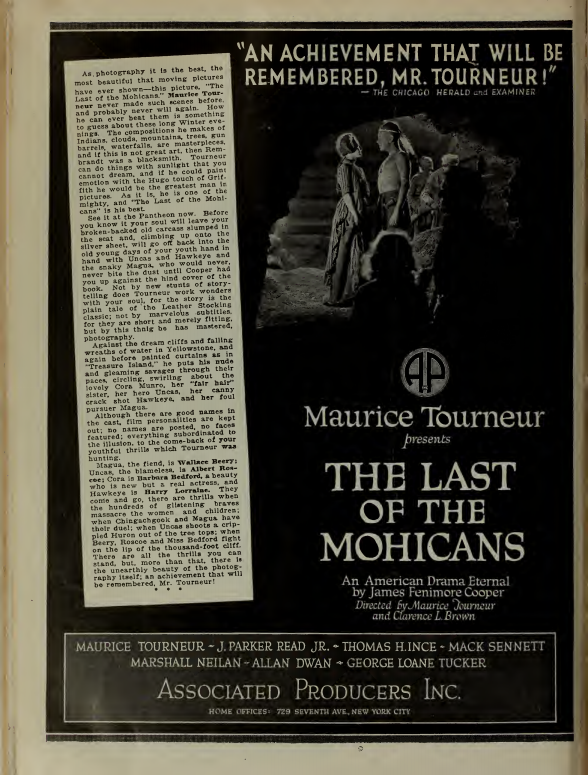
Publicité parue dans Film Daily

## Synopsis
L'action se déroule en 1757, en Nouvelle-France (Amérique du Nord), pendant le conflit qui oppose Anglais et Français. La tribu indienne des Mohicans (le chef Chingachgook et son fils Uncas) est l'alliée des Anglais, et celle des Hurons a fait alliance avec les Français.
Cora et Alice, les deux filles du colonel anglais Munro, tentent de rejoindre leur père au Fort William Henry. Elles sont accompagnées par le major Heywood - qui fait une cour discrète à Cora - et par un guide indien, Magua. Mais celui-ci est un chef Huron qui, avec l'aide de ses guerriers, parvient à les capturer ; il tente d'obliger Cora à devenir sa femme. Alors que les prisonniers vont être exécutés, ils sont sauvés par Chingachgook, Uncas et Œil-de-Lynx, un éclaireur, et parviennent à rejoindre le fort.
Jaloux de voir l'intérêt que porte Cora à Uncas, le major Heywood communique des informations au général français Montcalm, qui rencontre ensuite le colonel Munro. Magua ne respecte pas la promesse de son allié français de laisser la vie sauve aux femmes. Ses Hurons massacrent tous ceux (femmes, enfants, invalides) qui tentent de quitter le fort, et, pendant ce temps, Magua parvient à capturer Cora et Alice. Appelé à se prononcer, le Conseil des sages départage Uncas et Magua en attribuant au premier Cora et au second Alice ; Cora décide alors de prendre la place de sa sœur et suit Magua.
L'histoire se termine par la mort de Cora, qui se précipite dans un ravin pour échapper à Magua ; celui-ci parvient à saisir sa main, mais il la lâche lorsqu'il se voit rattrapé par Uncas et Œil-de-Lynx. Magua poignarde ensuite mortellement Uncas, avant d'être lui-même tué par un coup de fusil alors qu'il tente de s'échapper.

## Fiche technique
- Titre : Le Dernier des Mohicans
- Titre original : The Last of the Mohicans
- Réalisation : Clarence Brown et Maurice Tourneur
- Scénario : Robert A. Dillon, d'après le roman éponyme de James Fenimore Cooper
- Direction artistique : Ben Carré et Floyd Mueller
- Costumes : Ben Carré
- Photographie : Philip R. Dubois et Charles Van Enger
- Musique : Arthur Kay
- Production : Maurice Tourneur
- Société de production : Maurice Tourneur Productions
- Société de distribution : Associated Producers
- Pays de production :  États-Unis
- Langue originale : anglais
- Format : Noir et blanc - 35 mm - 1,37:1 - Film muet
- Genre : Aventure et historique
- Durée : 73 minutes
- Date de sortie :
  - États-Unis : 21 novembre 1920
- Licence : domaine public

## Distribution
- Wallace Beery : Magua
- Barbara Bedford : Cora Munro
- Alan Roscoe : Uncas
- Lillian Hall : Alice Munro
- Henry Woodward : Major Heyward
- James Gordon : Colonel Munro
- George Hackathorne : le capitaine Randolph
- Nelson McDowell : David Gamut, le prêcheur
- Harry Lorraine : Œil-de-Faucon
- Theodore Lorch : Chingachgook
- Jack McDonald : Tamenund
- Sidney Deane : le général Webb
- Joseph Singleton
- Boris Karloff : un indien
- Béla Lugosi : un indien (non crédité) - à confirmer

## Autour du film
- Clarence Brown reprend la réalisation du film après que Maurice Tourneur s'est blessé lors d'une chute pendant le tournage[1].
- Des extérieurs ont été tournés près du Lac Big Bear et dans la vallée de Yosemite[1].